# Martin Gordan
Martin Gordan (15 ottobre 1876 – 22 giugno 1962) è stato un pattinatore artistico su ghiaccio tedesco. Ha vinto due bronzi al Campionato del mondo, nel 1902 e nel 1904.

## Palmarès
| Evento              | 1899 | 1900 | 1901 | 1902 | 1903 | 1904 | 1905 | 1906 | 1907 |
| ------------------- | ---- | ---- | ---- | ---- | ---- | ---- | ---- | ---- | ---- |
| Campionati mondiali |      |      |      | 3°   |      | 3°   | 5°   | 7°   | 6°   |
| Campionati europei  | 4°   |      |      |      |      | 4°   | 5°   |      | 6°   |
| Campionati tedeschi |      |      |      |      |      |      | 3°   | 3°   |      |